# 찰스 Q. 브라운 주니어

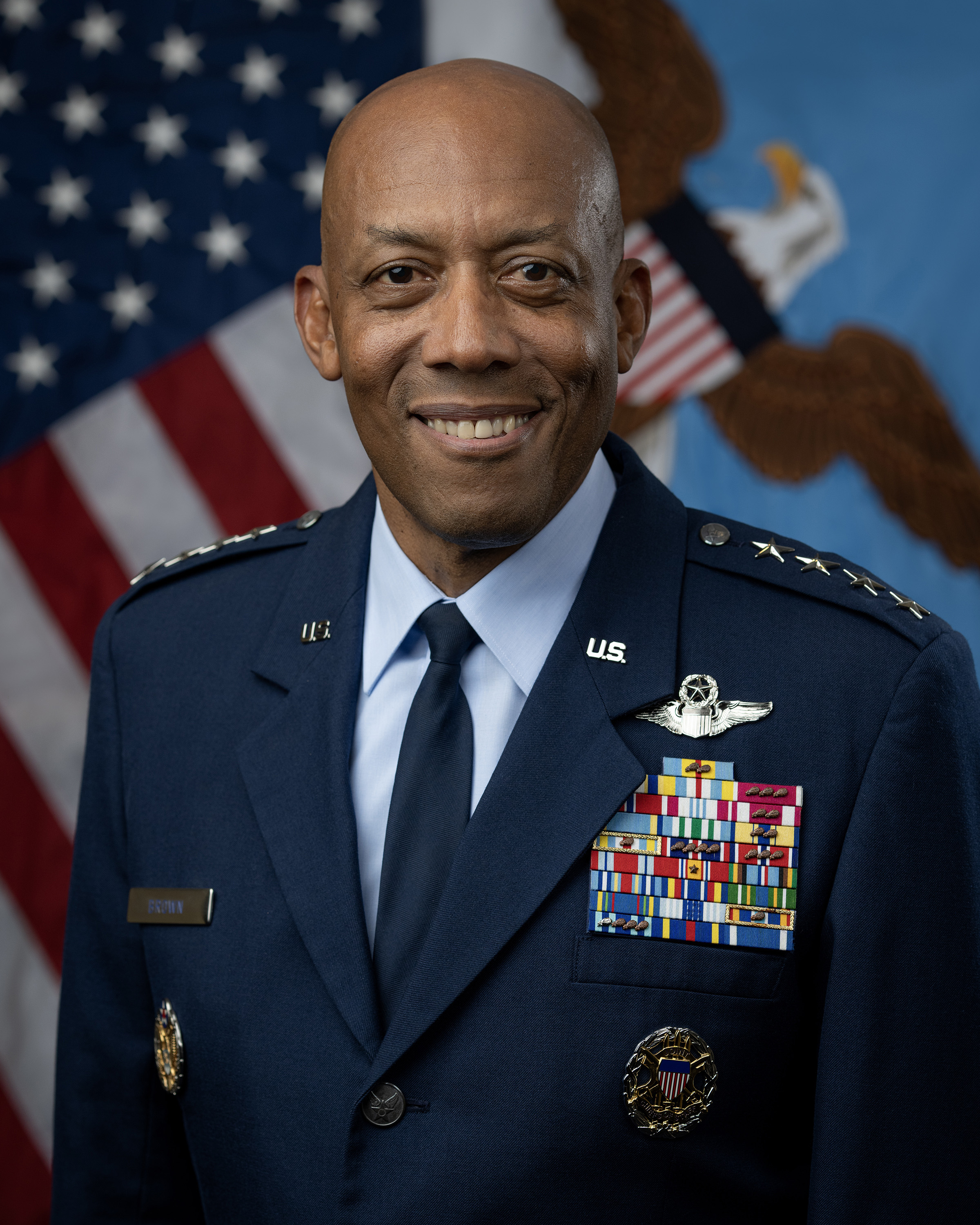

찰스 Q. 브라운 주니어(Charles Q. Brown Jr., 본명: 찰스 퀸튼 브라운 주니어, Charles Quinton Brown Jr., 1962년 3월 2일 ~ )는 2023년부터 2025년까지 제21대 합동참모본부 의장을 지낸 미국 공군 장군이다.
임명되기 전 브라운은 2020년부터 2023년까지 제22대 공군 참모총장을 지냈다. 브라운은 1984년 공군에 입대하여 전투기 조종사로 복무했으며, 130시간의 전투를 포함하여 3,000시간 이상의 비행 시간을 기록했다. 그는 태평양 공군, 미국 공군 중부 사령부, 제31 전투 비행단, 제8전투비행단 (미국), 미국 공군 무기 학교, 제78 전투 비행대를 지휘했다. 그는 또한 미국 중부사령부의 부사령관을 지냈다.
도널드 트럼프 대통령이 첫 임기 동안 지명한 브라운은 미국 군대의 한 부서를 지휘하는 최초의 아프리카계 미국인이 되었다. 그는 나중에 조 바이든 대통령에 의해 합동참모본부 의장으로 지명되었다. 브라운은 2025년 2월 21일 도널드 트럼프 대통령에 의해 합동참모본부 의장직에서 갑자기 해임되었다. 트럼프는 이후 브라운이 존 D. 케인으로 교체될 것이라고 발표했다.
2020년 브라운은 타임 (잡지)지가 선정한 세계에서 가장 영향력 있는 100인에 올랐다.